# 김영일 (작가)
김영일(金英一, 1914년 5월 17일 ~ 1984년 10월 26일)은 일제 강점기 조선과 대한민국의 아동문학가로, 호는 석촌(石村)이며 황해도 신천군(현재의 조선민주주의인민공화국 황해남도 신천군) 출신이다.

## 생애
1934년 《매일신보》 신춘문예에서 동요 〈반딧불〉이 당선되었으며 1935년 조선주일학교연합회에서 발행한 잡지 《아이생활》에서 동요 〈방울새〉가 당선되면서 문단에 등단했다. 일본 유학 중이던 1937년 도쿄에서 아동 잡지 《고향집》을 발행했고 1938년 니혼 대학 예술학과를 나왔다. 이후 만주에서 소설을 습작하면서 재만 조선인 작가인 현경준에게 쓴 글이 1940년 《만선일보》에 실렸다.
대학을 나온 이후에 한동안 만주로 이주하기도 했지만 나중에 귀국했고 1941년 이후 일제 강점기 조선국 황해도 신천 향리를 사실상 영구히 떠나 아동문학가 이구조와 함께 서울 신촌상업학교에 근무했다. 1941년부터 1944년까지 잡지 《아이생활》 편집위원을 역임하는 동안 내선일체와 황민화 정책, 일본의 침략 전쟁을 선전하는 내용을 담은 동시를 발표했다. 이러한 경력으로 인해 민족문제연구소의 친일인명사전 수록자 명단의 문화/예술 부문에 포함되었다.
광복 이후에 최병화, 연성흠 등과 함께 아동극단 호동(好童)을 조직했다. 한국 전쟁 때인 1951년 부산에서 학생잡지 《중학시대》의 편집을 담당하는 한편 동요집 《소년 기마대》를 발간했다. 1952년《국민학교 새음악》발간작업에 주도적으로 참여했다. 1953년 태양신문사에서 발행한 주간지 《소년태양》의 편집을 담당했고 같은 해에 주간지 《건아시보》의 주간을 역임했다.
1954년 한국아동문학회 창립 당시 총무와 회장, 1961년 한국문인협회 초대 아동문학분과 회장을 맡았다. 1963년 동요집 《푸른 동산의 아이들》을 발간했으며, 1967년 한국동요동인회 초대 회장을 맡았다. 1970년 한국문인협회 상임이사, 한국예술단체총연합회 이사, 1971년 한국아동문학회 회장, 1972년 국제 펜클럽 한국본부 이사와 문화공보부 문예창작 심사위원, 1974년 한국일보 신춘문예 심사위원, 서울특별시 문화상 심사위원, 한국문학작가상 심사위원으로 활동했고 1979년 동요동시집 《봄동산에 오르면》을 발간했다.

## 수상 경력 및 기념비
소년소설 《골목에 피는 꽃들》로 제 1회 대한민국 아동문학상을 수상했다.
1982년 장편동화 《꿈을 낚는 아이들》로 제2회 이주홍아동문학상을 수상했으며  사후 1989년 대한민국 옥관문화훈장이 추서되었다. 1992년 서울대공원에 동시 《다람쥐》노래비가 건립되었다.

## 주요 작품

### 동시집
- 《다람쥐》 (1950년)
- 《봄동산에 오르면》 (1979년)

### 동요집
- 《소년기마대》 (1951년)
- 《푸른 동산의 아이들》 (1963년)

### 동화집
- 《밤톨 삼형제》 (김영일, 이주훈, 목해균 공저, 1963년)
- 《별 하나 나 하나》 (1975년)
- 《미워 미워 미워》 (1979년)
- 《나팔꽃 병정》 (1980년)
- 장편동화집 《꿈을 낚는 아이들》 (1982년)

### 그 외의 작품
- 《글짓기를 위한 어린이 문학독본》 (1962년)
- 《착하고 아름답게》 (1964년)

## 참고자료
- 민족문제연구소 (2009). 〈김영일 (2)〉. 《친일인명사전 1 (ㄱ ~ ㅂ)》. 서울. 487 ~ 489쪽.